# Comuna Mihalcea, Storojineț
Mihalcea (în ucraineană Михальча, transliterat: Mîhalcea) este o comună în raionul Storojineț, regiunea Cernăuți, Ucraina, formată din satele Dubova, Mihalcea (reședința), Spasca și Zavoloca.

## Demografie
Componența lingvistică a comunei Mihalcea
     Ucraineană (98,83%)
     Alte limbi (1,18%)
Conform recensământului din 2001, majoritatea populației comunei Mihalcea era vorbitoare de ucraineană (98,83%), existând în minoritate și vorbitori de alte limbi.